# Jan Hendrik Scholten
Jan Hendrik Scholten, född den 17 augusti 1811 nära Utrecht, död den 10 april 1885 i Leiden, var en nederländsk protestantisk teolog och filosof. 
Scholten var 1845-81 professor i Leiden. Som den främste representanten för den kritiska och frisinnade teologin i Nederländerna deltog han i striden mellan Oosterzee och Opzoomer om kristendomens väsen, därvid yrkande på en filosofisk behandling av de religiösa sanningarna. Då han framställde den etiska determinismen som grundprincip i den reformerta läran, blev han från flera håll häftigt angripen. 
Bland hans skrifter märks det betydelsefulla verket De leer der hervormde kerk in haar grondbeginselen (2 delar, 1848-54; 4:e upplagan 1861-62), Geschiedenis van godsdienst en wijsbegeerte (1853; 3:e upplagan 1863), De vrije wil (1859), Het evangelie naar Johannes (1864), De doopsformule (1869) med flera. Han fick en kort minnesteckning av Abraham Kuenen (1885).